# Змачинский, Эмиль Викентьевич
Эми́ль Вике́нтьевич Змачи́нский (2 (14) марта 1889, с. Подзерное, Минский уезд, Минская губерния — 15 марта 1945, Решёты, Красноярский край, СССР) — российский, советский химик, создатель и первый зав. кафедрой фармпрепаратов (1925–1928), зав. кафедрой органической химии Пермского университета (1926–1927), зав. кафедрой общей и неорганической химии (1928–1937), создатель и первый декан химического факультета (1931, 1934–1936) Белорусского университета . 
Разработчик способов получения ихтиола из горючих сланцев, способа комбинированной переработки торфа и фосфорита для получения фосфорных удобрений, спирта, дрожжей. Предложил новый вариант периодической системы элементов.

## Биография
Окончил Минскую гимназию (1904), химическое отделение физико-математического факультета Юрьевского университета (1914), Высшие педагогические курсы по отделению физики, математики и космографии в Юрьеве (1915).
Защитил диссертацию на тему "О линейной скорости кристаллизации эфиров бензол-орто-карбоновой кислоты, кандидат химических наук (1915).
В 1915 году начал работать в качестве химика Военно-промышленного комитета (Москва), в Высшем техническом училище в лаборатории профессора А. Е. Чичибабина. В 1916/1917 учебном году занимался строительством и заведованием хлорциановым отделением и производством цинкового купороса на опытном заводе Военно-химического комитета в Ленинграде.
С 1915 года преподавал химию в Саратовском государственном сельхозинституте (с перерывом в 1916–1917 годах, когда работал в Петрограде).
В 1925–1928 — создатель, первый зав. кафедрой, профессор кафедры технологии фармацевтических препаратов химико-фармацевтического отделения медицинского факультета Пермского университета; одновременно — зав. кафедрой органической химии (1926–1927) университета . Уволился из  Пермского университета 15 октября 1928 года в связи с переводом в Белорусский университет. Одной из причин отъезда из Перми стало обострение туберкулёзного процесса в не подходящем для его здоровья уральском климате.
В Белорусском университете возглавил кафедру общей и неорганической химии (1928–1937). Явился создателем и первым деканом химического факультета университета (1931, затем его сменил известный химик Н. А. Прилежаев); позже ещё раз был деканом химического факультета (1934–1936).
8 апреля 1938 года арестован по ложному доносу УНКВД по Саратовской области, осуждён 17 сентября 1939 года ОС НКВД СССР по обвинению в шпионско-диверсионной деятельности (приговор: 5 лет).  24 мая 1957 года посмертно реабилитирован военным трибуналом Приволжского военного округа.

## Научно-организационная деятельность
В 1917–1918 годах был артиллерийским приемщиком и консультантом Главного артиллерийского управления, занимался проектированием и постройкой завода цианистого калия в г. Саратове. В 1918–1919 годах заведовал химическим отделом ГСНХ, участвовал в строительстве спиртоперегонных отделений на саратовских дрожжевых заводах. В 1920–1921 годах — член производственно-технической комиссии при Саратовском ГСНХ, в 1921–1922 годах — зав. Губхимпромом ГСНХ и директор-распорядитель основанного им треста "Объединение химзаводов", занимался восстановлением бездействующих химзаводов, строительством сланцеперегонного завода и производством ихтиола в Саратове. В 1923–1924 годах — член Саратовской губернской плановой комиссии.
В 1917 году Э. В. Змачинский сделал два изобретения: 1) получение бромистого циана и 2) получение бром- и подорганических соединений.
В 1919–1920 годах редактировал журнал "Народное хозяйство Нижнего Поволжья".
Большую организационную работу провел в Перми. Работая в Пермском университете, он создал и возглавил кафедру технологии фармпрепаратов, занимался строительством и оборудованием химико-фармацевтического завода, расположенного в Алафузовском корпусе, руководил руководил научно-исследовательской работой в лаборатории технологии фармацевтических препаратов. Это было отмечено правлением Пермского университета (1928).
За время работы в Пермском университете им опубликованы работы: "Состояние и перспективы развития химико-фармацевтической промышленности на Урале" (Хозяйство Урала. 1926. № 13–14), "Пути развития и задачи технологии фармацевтических препаратов" (Вестник фармации. 1926. № 2).. Всего к этому моменту им было опубликовано 12 научно-технических работ. В отзыве о его работах профессоров ПГУ Д. Алексеева, Н. Кромера, А. Генкеля отмечалось как достоинство, связь научных разработок с производственной деятельностью.
В Белорусском университете стал организатором химического факультета университета и его первым деканом (1931).
В период работы в Белорусском университете разработал способы получения ихтиола из горючих сланцев, проекты ряда опытно-промышленных производств. Начал широкое исследование белорусских торфов, создал и возглавил лабораторию торфа (1934), преобразованную в лабораторию по изучению химического сырья БССР. Разработал новый способ комбинированной переработки торфа и фосфорита для получения фосфорных удобрений, спирта, дрожжей. Предложил новый способ бромирования и иодирования органических соединений. Провёл ряд исследований, относящихся к катализу, электрохимии.
Разработал новый вариант периодической системы элементов.
Автор ряда теоретических работ, посвященных проблемам использования природного сырья, развитию химической промышленности.

## Разное
В совершенстве знал несколько иностранных языков.
Проводил большую общественную работу, часто выступал с лекциями перед населением.